# JAB Code

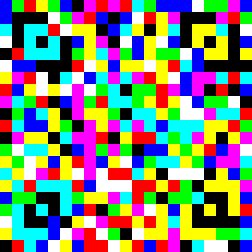
Привітання з Вікіпедії з посиланням, закодованим восьмиколірним кодом JAB (англ.)

JAB Code (англ. Just Another Barcode) являє собою кольорову двовимірну матричну символіку, що складається з кольорових квадратів, розташованих у квадратній або прямокутній сітці. Він був розроблений Інститутом Фраунгофера SIT (Безпечні інформаційні технології).
Код містить один первинний символ і може містити кілька вторинних символів. Основний символ містить чотири пошукові візерунки, розташовані по кутах символу.
Код використовує 4 або 8 кольорів. Основні 4 кольори (блакитний, пурпуровий, жовтий, чорний) є 4 основними кольорами субтрактивної колірної моделі CMYK, яка є найбільш широко використовуваною системою в промисловості для кольорового друку на білій основі, як папір. Інші 4 кольори (синій, червоний, зелений та білий) є вторинними кольорами моделі CMYK і виникають у результаті рівної суміші пари основних кольорів.
Штрих-код не підлягає ліцензуванню і був відправлений на стандартизацію ISO/IEC як стандарт ISO/IEC 23634, затверджений на початку 2021 року. та остаточно доопрацьований у квітні 2022 року. Програмне забезпечення є відкритим вихідним кодом та опубліковано під ліцензією LGPL версії 2.1. Специфікація знаходиться у вільному доступі.
Оскільки колір додає третій вимір до двовимірної матриці, JAB-код може містити більше інформації на тій же площі в порівнянні з двоколірними (чорно-білими) кодами — чотириколірний код зводить у квадрат обсяг даних, а з восьмиколірним кодом в куб. Це дозволяє зберігати в штрих-коді ціле повідомлення, а не тільки часткові дані з посиланням на повне повідомлення в іншому місці (наприклад, посилання на сайт), що усуває необхідність додаткової постійно доступної інфраструктури, крім самого друкованого штрих-коду. Він може використовуватися для цифрового підпису зашифрованої цифрової версії друкованих юридичних документів, контрактів та сертифікатів (дипломів, навчання), медичних рецептів або для забезпечення автентичності продукції з метою підвищення захисту від підробок.